# Marco Bagnoli
Marco Bagnoli (* 1949 in Empoli, Provinz Florenz) ist ein italienischer Installationskünstler, Maler und Zeichner.

## Leben und Werk
Bagnoli nutzt verschiedene künstlerische Medien (Zeichnung, Malerei, Drucke und Skulpturen) für seine Installationen, die Phantasie und Emotionen zum Thema haben. Er bezieht sich dabei auf mystische Traditionen, die Philosophie Europas und des Nahen und Fernen Ostens.

## Ausstellungen (Auswahl)

### Einzelausstellungen
- 2007 Landscape Villa Medici La Magia, Quarrata, Kuratorin: Katalin Mollek Burmeister
- 1980 Hyperboreans De Appel, Amsterdam

### Gruppenausstellungen
- 2012 Museo di arte contemporanea (Roma), Rom
- 2007 Biennale di Venezia, Venedig
- 1999 Minimalia: An Italian Vision in 20th Century Art MoMA PS1, New York City
- 1998 Italienische Kunst Museum of Contemporary Art, Tokio
- 1993 47. Biennale di Venezia, Venedig
- 1992 Korrespondenzen Berlinische Galerie, Berlin
- 1992 documenta IX, Kassel[2]
- 1988 East meets West Los Angeles Convention Center, Kuratorinnen: Lynne Gumpert und Mary Jane Jacob
- 1986 Biennale di Venezia, Venedig
- 1986 Sonsbeek, Arnheim Kurator:Saskia Bos
- 1985 Ouverture Castello di Rivoli, Rivoli, Kurator:Rudi Fuchs
- 1982 documenta 7, Kassel
- 1982 Biennale di Venezia, Venedig[3][4]